# اختبار المجلس الوطني لطب الأسنان
اختبار المجلس الوطني لطب الأسنان (بالإنجليزية: National Board Dental Examination)‏ هو امتحان للطلاب والمهنيين في طب الأسنان. مطلوب للترخيص في الولايات المتحدة وقد يكون مطلوبا أيضا عند التقدم للدراسات العليا في تخصصات طب الأسنان بعد الانتهاء من درجة طب الأسنان. طلاب طب الأسنان الأجانب أيضا يجب أن تحصل علي شهادة المجلس الوطني لطب الأسنان من أجل كسب القبول في مكانة متقدمة في مدارس طب الأسنان الأمريكية.
الجمعية الأمريكية لطب الأسنان تبيع طبعات الامتحانات التي تم إصدارها مسبقا كدليل دراسة للطلاب في متجرهم عبر الإنترنت.
اختبار الجزء الأول يتكون من 400 أسئلة متعددة الإجابات مع التركيز على العلوم الأساسية:
1. التشريح البشري، علم الأجنة، و الأنسجة
2. الكيمياء الحيوية وعلم وظائف الأعضاء
3. علم الأحياء الدقيقة وعلم الأمراض
4. تشريح الأسنان والإطباق.

اختبار الجزء الثاني يتطلب يومين ويركز على مواضيع طب الأسنان السريرية:
1. طب لب الأسنان
2. طب الأسنان الترميمي
3. جراحة الفم والوجه والفكين/ التحكم بالألم
4. التشخيص عن طريق الفم
5. تقويم الأسنان وطب أسنان الأطفال
6. إدارة المرضى، بما في ذلك العلوم السلوكية، والصحة العامة للأسنان والسلامة المهنية
7. أمراض اللثة
8. علم الأدوية
9. التعويضات السنية

## المجموع
منذ عام 2012، تم تصنيف امتحانات المجلس الوطني لطب الأسنان على أساس النجاح/الرسوب فقط، مع عدم إصدار أي درجات، ما لم يفشل أحدهم، وفي هذه الحالة سيحصلون على درجاتهم مع التفاصيل. إذا نجح الطالب، فلا يسمح له بإجراء الاختبار مرة أخرى، ما لم يكن مطلوبا من قبل مجلس الولاية أو الوكالة التنظيمية ذات الصلة. قامت اللجنة المشتركة لفحوصات الأسنان الوطنية بتغيير الاختبار إلى النجاح/الرسوب لأن الاختبار كان يستخدم كعصا قياس للطلاب الذين يلتحقون ببرامج متخصصة. كان الغرض الأصلي للاختبار هو مساعدة الدولة في اتخاذ قرارات الترخيص، وليس كمعيار للبرامج المتخصصة. ورأى اللجنة المشتركة لفحوصات الأسنان الوطنية أن اختبار المجلس الوطني الأسنان كان مؤشرا لا يمكن الاعتماد عليها للنجاح في التخصصات، لذلك أزالوا الدرجات تماما.